# Джанкойская улица
Джанко́йская у́лица — улица в районе Южное Бутово Юго-Западного административного округа города Москвы. Названа 6 февраля 1986 года по крымскому городу Джанкою, так как недалеко проходит Симферопольское шоссе (часть дороги М2 «Крым»), откуда возможно попасть в Крым. Прежнее название — Вокзальная улица, поскольку она находится рядом с вокзалом станции Бутово (до 1986 года улица входила в состав Подмосковного рабочего посёлка Бутово). Протяжённость улицы составляет 416 метров.

## Описание
Улица не имеет жилых помещений (не учитывая выселенный дом на № 8/1). Она имеет двухстороннее автомобильное движение (по одной полосе на каждое направление)

## Расположение
Начинается от Синельниковской улицы, пересекает Мелитопольский проезд, затем Джанкойский проезд и заканчивается выходом на 1-ю Мелитопольскую улицу.

## Здания и сооружения
по нечётной стороне:
- Школа № 1355

по чётной стороне:
- Заброшенное здание бывшей швейной фабрики «Орёл»

## Транспорт

#### Метрополитен
Ближайшие станции метро:
- Улица Скобелевская (1,8 км)
- Бульвар Адмирала Ушакова (2,6 км)
- Улица Горчакова (3,5 км)

#### Ближайшиеавтобусные остановки
- 2-я Мелитопольская улица (150 м) — Маршрут № 18 и другие
- станция Бутово (450 м) — Маршрут № 18,94,108,249 и другие.
- Школа (490 м) — Маршрут № 146,C1,636
- 1-я Мелитопольская улица (690 м) — Маршрут № 94,530к,462 и другие

#### Железнодорожные станции
- Железнодорожная станция «Бутово» Курского направления Московской железной дороги (290 м)